# Lepke, le caïd
Pour plus de détails, voir Fiche technique et Distribution.
Lepke, le caïd (titre original : Lepke) est un film israélo-film américain de Menahem Golan sorti en 1975.

## Synopsis
Dans l'Amérique des années 1920, Louis Buchalter dit « Lepke » sort de prison. Dans un premier temps, il devient briseur de grèves avec un ami d'enfance. Peu à peu, il effectue son ascension dans la pègre, épouse une jeune veuve et fait fortune dans le trafic de stupéfiants. Mais la réalité le rattrape lorsque la police le traque...

## Fiche technique
- Titre original : Lepke
- Réalisation : Menahem Golan
- Scénario : Wesley Lau et Tamar Simon Hoffs d'après une histoire de Wesley Lau
- Directeur de la photographie : Andrew Davis
- Montage : Dov Hoenig et Aaron Stell
- Musique : Ken Wannberg
- Costumes : Jodie Tillen
- Décors : Vincent J. Cresciman et Jackson de Govia
- Production : Menahem Golan et Yoram Globus
- Genre : Biopic, film de gangsters et drame
- Pays de production :  États-Unis,  Israël
- Durée : 110 minutes (1 h 50)
- Date de sortie :
  - Allemagne de l'Ouest : 8 mai 1975
  - États-Unis : 23 mai 1975
  - France : 14 mai 1975

## Distribution
- Tony Curtis (VF : Michel Roux) : Louis « Lepke » Buchalter
- Anjanette Comer (VF : Jeanine Freson) : Bernice (Béatrice en VF) Meyer
- Michael Callan (VF : Michel Bedetti) : Robert Kane
- Warren Berlinger (VF : Jacques Ferrière) : « Gurrah » Shapiro
- Gianni Russo (VF : Jacques Richard) : Albert Anastasia
- Vic Tayback (VF : Jacques Dynam) : « Lucky » Luciano
- Mary Charlotte Wilcox : Marion
- Milton Berle (VF : André Valmy) : M. Meyer
- Ida Mae McKenzie (VF : Marie Francey) : Mrs. Shea
- Jack Ackerman (VF : Pierre Trabaud) : Augie « Little Augie » (« Augie la douceur » en VF) Orgen
- Louis Guss (VF : Albert Augier) : Max Rubin
- Vaughn Meader (VF : Jean Berger) : Walter Winchell
- Lillian Adams (VF : Paula Dehelly) : Mama Meyer
- Albert Cole : Gross
- Zitto Kazann : Abe « Kid Twist » Reles
- Johnny Silver (VF : Raoul Curet) : Schwartz
- J.S. Johnson : Mendy Weiss
- Simmy Bow (VF : Claude Joseph) : « Allie » Tannenbaum
- Norman Pauker (VF : Francis Lax) : le rabbin
- Wesley Lau (VF : Georges Atlas) : Frank, le 1er inspecteur de Police
- Jim Hayes (VF : Marc de Georgi) : Burt, le 2d inspecteur de Police
- Russ Grieve (VF : Georges Hubert) : le juge
- Richard C. Adams : le procureur Thomas Dewey
- Barry Miller (VF : Fabrice Bruno) : Lepke enfant
- Casey Morgan (VF : Gilles Laurent) : Gurrah enfant
- Erwin Fuller (VF : Michel Derain) : J. Edgar Hoover
- Ken Del Conte (VF : Serge Lhorca) : Jack Lansing